# Акрилова киселина
Акриловата киселина (пропенова киселина, етенкарбонова киселина) СН2=СН–СООН е най-простият представител на едноосновните ненаситени карбонови киселини, безцветна течност с остър аромат, с температура на кипене 141 °C. Лесно се полимеризира с образуване на полиакрилова киселина. Разтворима е във вода, спирт и други органични разтворители.